# Boltongate
Boltongate is een plaats in het Engelse graafschap Cumbria. De dorpskerk heeft een tongewelf, hetgeen voor een kerk een bijzonderheid is.